# Конституция Азербайджанской ССР (1927)
Конституция Азербайджанской ССР (1927) — высший по юридической силе нормативный документ после Конституции СССР, действовавший на территории Азербайджанской ССР с 1927 года.

## История
Утверждена Всеазербайджанским Съездом Советов V созыва 26 марта 1927 года. Вторая Конституция Азербайджана.

## Общая характеристика

### Государственное устройство
Азербайджанская ССР провозглашена социалистическим государством трудящихся.
Азербайджанская ССР объединившись с Грузинской и Армянской ССР в Закавказскую Социалистическую Федеративную Советскую Республику, входят через неё в СССР.
Азербайджанская ССР есть суверенное государство. 
Граждане Азербайджанской ССР являются одновременно гражданами Закавказской СФСР и СССР.
На территории Азербайджанской ССР имеют обязательную силу постановления верховных органов Закавказской СФСР и СССР по вопросам, отнесённым к их компетенции.
Центральными органами государственной власти являются Азербайджанский Съезд Советов, Азербайджанский Центральный Исполнительный Комитет, Совет Народных Комиссаров Азербайджанской ССР.
Азербайджанский Съезд Советов избирает состав Азербайджанского Центрального Исполнительного Комитета.
Азербайджанский Центральный Исполнительный Комитет является верховным законодательным, распорядительным и контролирующим органом.
Совет Народных Комиссаров осуществляет общее управление Азербайджанской ССР. Состав Совета Народных Комиссаров назначается Азербайджанским Центральным Исполнительным Комитетом.
Образуется 11 Народных Комиссариатов: внутренних дел, юстиции, просвещения, здравоохранения, земледелия, социального обеспечения, финансов, Высший Совет народного хозяйства, рабоче-крестьянской инспекции, труда, Азербайджанское центральное статистическое управление.
Учреждён Верховный суд Азербайджанской ССР. Верховный суд рассматривал в качестве суда первой инстанции гражданские и уголовные дела особой государственной важности. Являлся кассационной и надзорной инстанцией.

### Правовое положение граждан
Труд является обязанностью граждан.
Сохранена всеобщая воинская повинность.
Граждане иных союзных республик имели права на территории Азербайджанской ССР, равные с гражданами Азербайджанской ССР.
Предоставлено право свободного пользования родным языком.

### Экономическое устройство
Вся земля, леса, недра, воды, фабрики, заводы, железнодорожный, водный, воздушный транспорт, средства связи составляют собственность государства.